# Шепетівка (локомотивне депо)
Локомоти́вне депо́ «Шепетівка» (ТЧ-6) — одне з 9 основних локомотивних депо Південно-Західної залізниці. Розташоване на однойменній станції.

## Історичні відомості
Збудоване 1873 року під час прокладання залізниці Бердичів-Здолбунів.